# 山地虎耳草
山地虎耳草（学名：Saxifraga montana）为虎耳草科虎耳草属下的一个种。

## 扩展阅读
- 維基物種上的相關：山地虎耳草